# Statilia apicalis
Statilia apicalis är en bönsyrseart som beskrevs av Henri Saussure 1871. Statilia apicalis ingår i släktet Statilia och familjen Mantidae. Inga underarter finns listade i Catalogue of Life.